# Presidente de Taiwan
O presidente da República da China, comumente referido como o presidente de Taiwan, é o chefe de estado da República da China (RDC) e o comandante-em-chefe das Forças Armadas da República da China.
Originalmente eleita pela Assembleia Nacional, a presidência pretendia ser um cargo cerimonial sem poder executivo real, pois a RDC foi originalmente concebida como uma república parlamentar. Desde a eleição presidencial de 1996, o presidente é eleito diretamente por votação por maioria para um mandato de quatro anos, com os titulares limitados a servir dois mandatos. A titular, Tsai Ing-wen, sucedeu Ma Ying-jeou em 20 de maio de 2016, tornando-se a primeira presidente mulher na história de Taiwan.

## Qualificações
- A Lei de Eleição e Revogação Presidencial e Vice-Presidencial[1] afirma que um candidato a presidente ou vice-presidente deve ser cidadão da República da China, com pelo menos 40 anos de idade, e residente de Taiwan por um período não inferior a 15 anos com presença física não inferior a 6 meses consecutivos.
- As seguintes pessoas não devem ser registradas como candidatos a presidente:
  - Pessoal militar
  - Autoridades eleitorais
  - Pessoas que possuem nacionalidade estrangeira ou que possuem residência na República Popular da China
  - Pessoas que restauraram sua nacionalidade ou adquiriram sua nacionalidade por naturalização

## Poderes

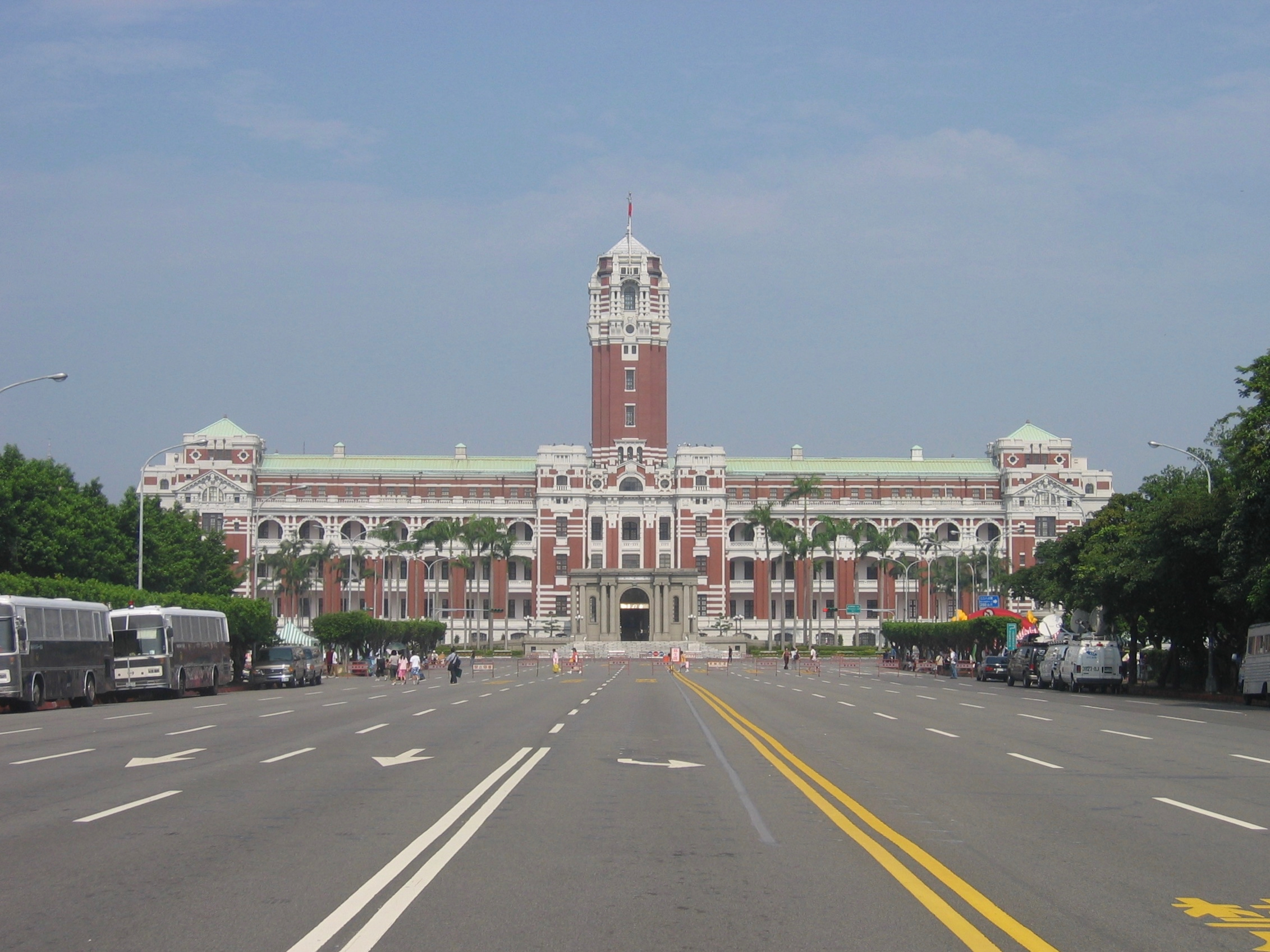
O Edifício Presidencial no distrito de Zhongzheng, Taipei, abriga atualmente o escritório do presidente da RDC.

Atualmente, o presidente é eleito por uma pluralidade de votos nas eleições diretas das áreas administradas pela República da China para um mandato de quatro anos. Antes de 1991, o presidente era escolhido pela Assembleia Nacional da República da China para um mandato de seis anos.
A Constituição da República da China nomeia o presidente como chefe de Estado e comandante em chefe das Forças Armadas da República da China (anteriormente conhecido como Exército Revolucionário Nacional). O presidente é responsável por conduzir as relações exteriores, como concluir tratados, declarar guerra e fazer a paz. O presidente deve promulgar todas as leis e não tem direito de veto, mas pode aprovar ou não o veto proposto pelo Yuan Executivo (Gabinete). Outros poderes do presidente incluem conceder anistia, perdão ou clemência, declarar a lei marcial e conferir honras e condecorações.
O presidente pode nomear conselheiros seniores (資政), conselheiros de política nacional (國策顧問) e consultores de estratégia (戰略顧問), mas não formam um conselho.

## Sucessão

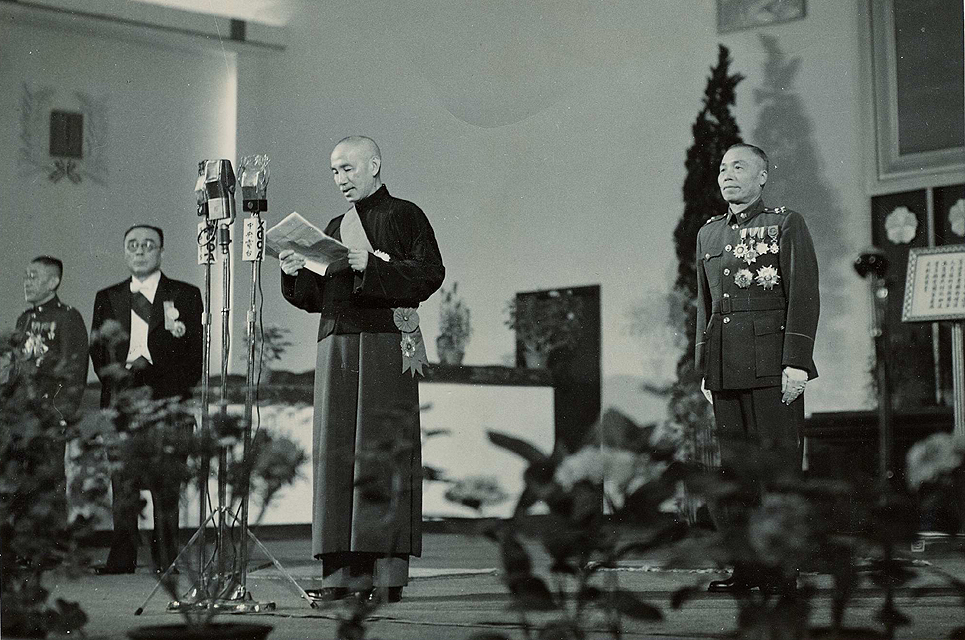
O generalíssimo Chiang Kai-shek e o general do exército Li Tsung-jen foram eleitos pela Assembleia Nacional para ser o primeiro presidente e vice-presidente em 20 de maio de 1948.

A Constituição da República da China fornece uma pequena lista de pessoas que sucederão à presidência se o cargo ficar vago. De acordo com os Artigos Adicionais da Constituição, Artigo 2: 

Se o cargo do vice presidente se tornar vago, o presidente deve nomear um candidato em três meses, e o Yuan Legislativo deve eleger um novo vice presidente, que deve servir o restante do termo original até o fim.

## Protocolo diplomático

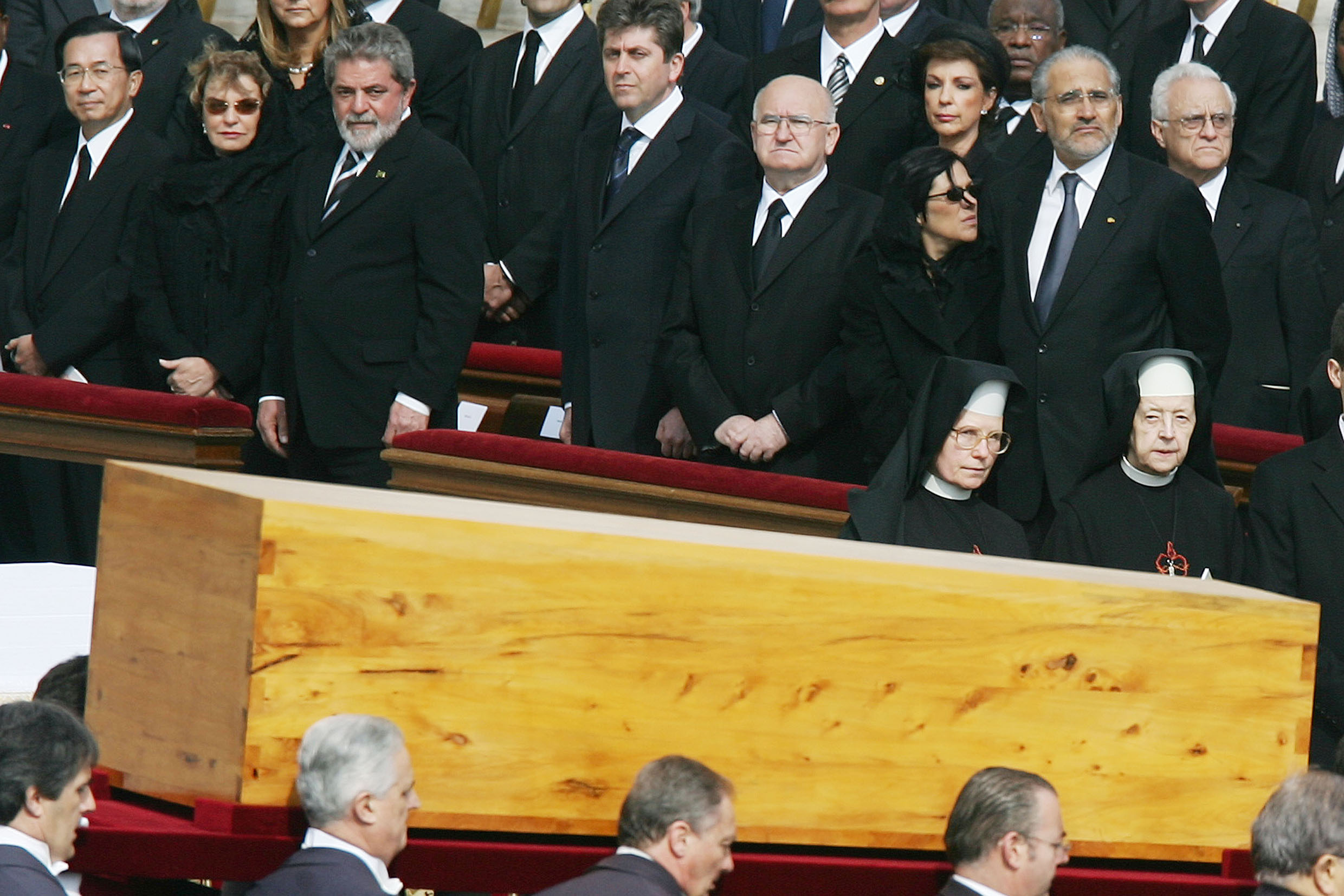
No funeral do Papa João Paulo II, o presidente Chen Shui-bian (extrema esquerda), a quem a Santa Sé reconheceu como chefe de Estado da China, estava sentado na primeira fila (em ordem alfabética francesa) ao lado da primeira-dama e do presidente do Brasil.

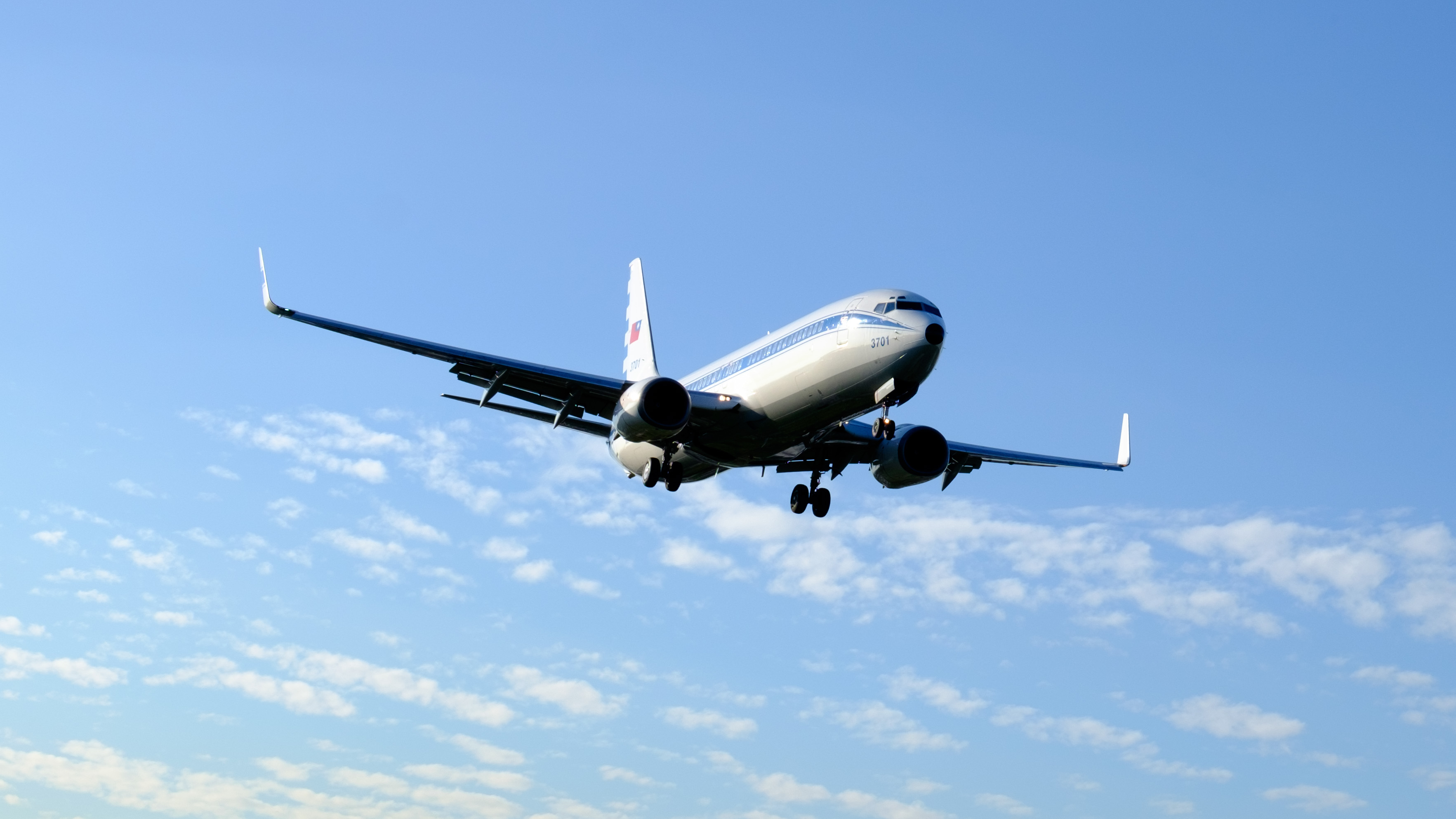
Air Force 3701, a aeronave presidencial da República da China.

O protocolo diplomático em relação ao Presidente da RDC é bastante complexo devido ao status político de Taiwan. Nas nações que mantêm relações diplomáticas com Taiwan, ele recebe o tratamento padrão que é dado a um chefe de Estado. Em outras nações, ele é formalmente um cidadão privado, embora, mesmo nesses casos, as viagens geralmente encontrem fortes objeções da República Popular da China.
Na cúpula anual dos líderes da Cooperação Econômica Ásia-Pacífico, o presidente da RDC está proibido de comparecer pessoalmente e deve enviar um enviado especial para representá-lo no evento.
No entanto, em 2 de dezembro de 2016, o presidente eleito dos EUA, Donald Trump, aceitou um telefonema de congratulações do presidente da RDC, uma clara quebra do protocolo anterior.
O Governo da República Popular da China usa os termos Líder da Área de Taiwan, Líder da Região de Taiwan e Líder das Autoridades de Taiwan (台灣當局領導人;台湾当局领导人) para descrever o chefe de estado da República da China em Taiwan. Esses termos são usados pela mídia da RPC para refletir a posição oficial da RPC de não reconhecer a legitimidade da RDC.

## História
Taiwan foi anteriormente liderada pelo Imperador do Japão durante o domínio colonial do Japão de 1895 a 1945, representado pelo Governador-Geral de Taiwan.
Após a eclosão da Revolta de Wuchang contra o governo Qing em 1911, os revolucionários elegeram Sun Yat-sen como o "presidente provisório" (臨時大總統) do governo de transição, com a República da China oficialmente estabelecida em 1º de janeiro de 1912. Mas Sun logo renunciou à presidência provisória em favor de Yuan Shikai, que assumiu o título de "Grande Presidente" (大總統) em março de 1912. Yuan induziu o Último Imperador a abdicar, encerrando milhares de anos de domínio imperial na China. A Constituição de 1913 exigia um sistema presidencial forte com controles notáveis sobre o presidente pela Assembleia Nacional. No entanto, Yuan logo começou a afirmar o poder ditatorial, ignorando a Assembleia Nacional e depois abolindo-a completamente. Em 1915, Yuan proclamou-se imperador da China em um movimento amplamente impopular e foi forçado a retirar sua declaração pouco antes de sua morte em 1916.
Após a vitória chinesa na Segunda Guerra Sino-Japonesa, o Governo Nacional sob Chiang Kai-shek foi restaurado em Nanjing e o KMT decidiu promulgar uma constituição democrática liberal alinhada com a última etapa das três etapas de desenvolvimento de Sun Yat-sen. A nova Constituição da República da China, promulgada em 25 de dezembro de 1947, estabeleceu um governo de cinco ramos com o cargo de presidente (總統) como chefe de Estado. Em 20 de maio de 1948, Chiang Kai-shek foi formalmente eleito pela Assembleia Nacional para ser o primeiro presidente de mandato.
Os presidentes foram eleitos pela Assembleia Nacional até a primeira eleição presidencial direta em 1996, enquanto a duração do mandato foi reduzida de seis para quatro anos.

## Linha do tempo dos presidentes

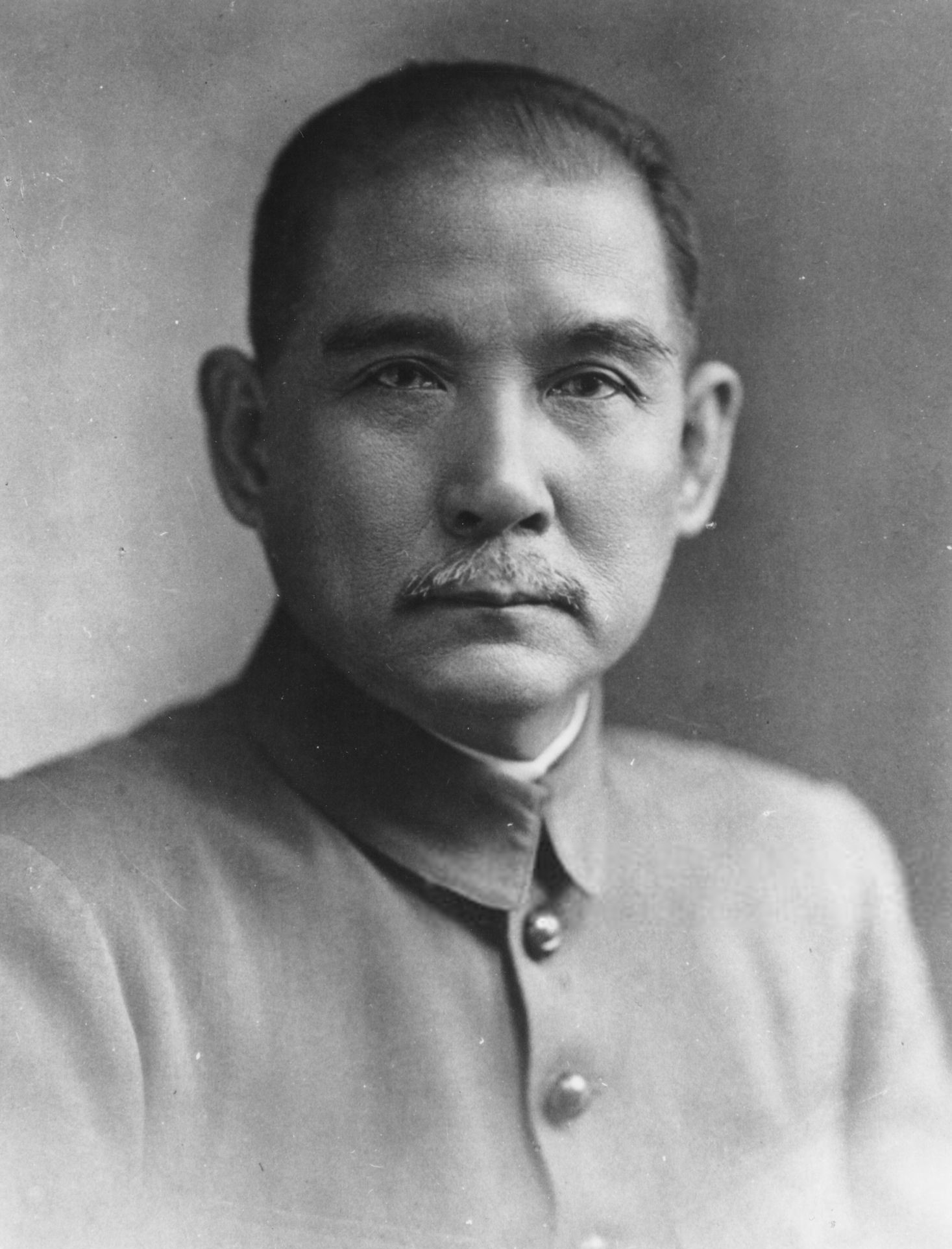
Sun Yat-sen 1o Presidente Provisório (serviu: 1912)
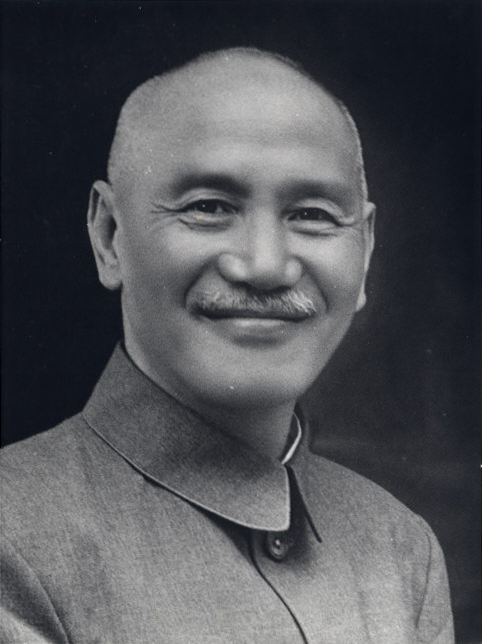
1o: Chiang Kai-shek 1o, 2o, 3o, 4o, & 5o mandatos (serviu: 1948–1975)
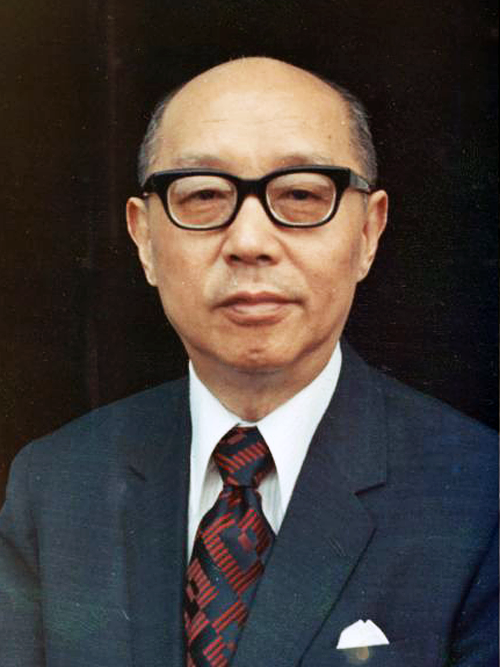
2o: Yen Chia-kan resto do 5o mandato (serviu: 1975–1978)
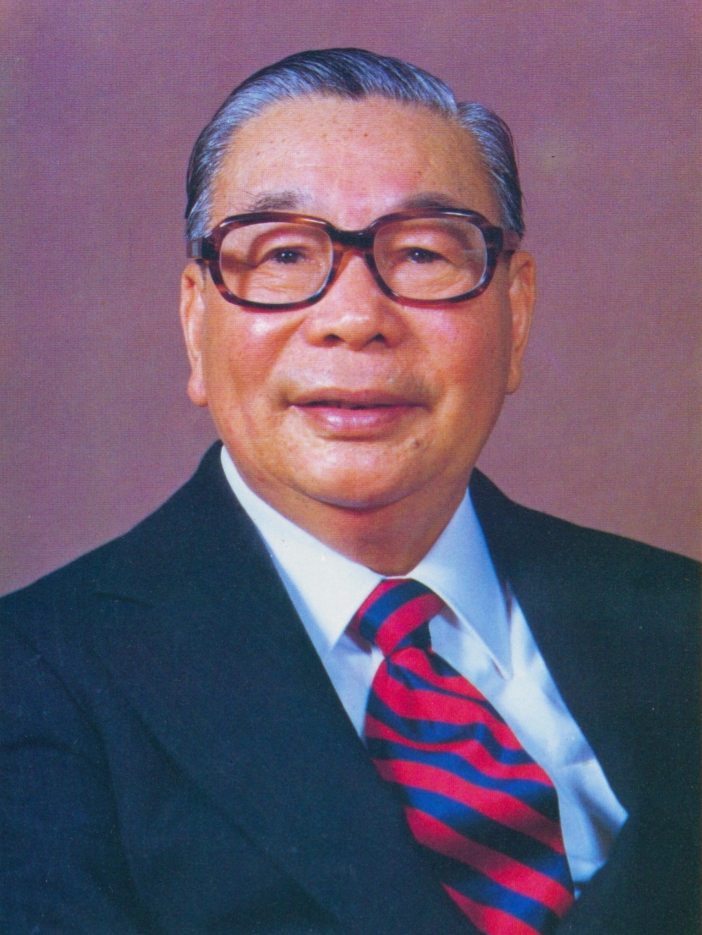
3o: Chiang Ching-kuo 6o & 7o mandatos (serviu: 1978–1988)
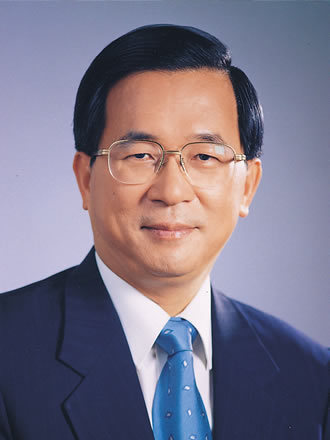
5o: Chen Shui-bian 10o & 11o mandatos (serviu: 2000–2008)
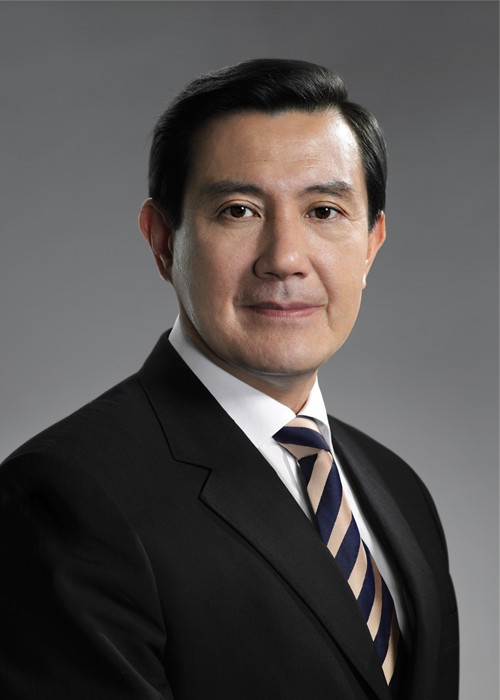
6o: Ma Ying-jeou 12o & 13o mandatos (serviu: 2008–2016)
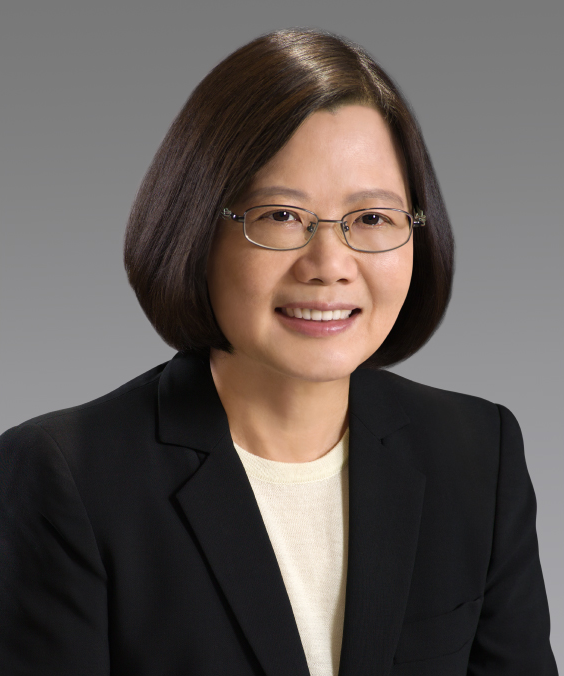
7o: Tsai Ing-wen 14o & 15o mandatos (serviu: 2016–2024)
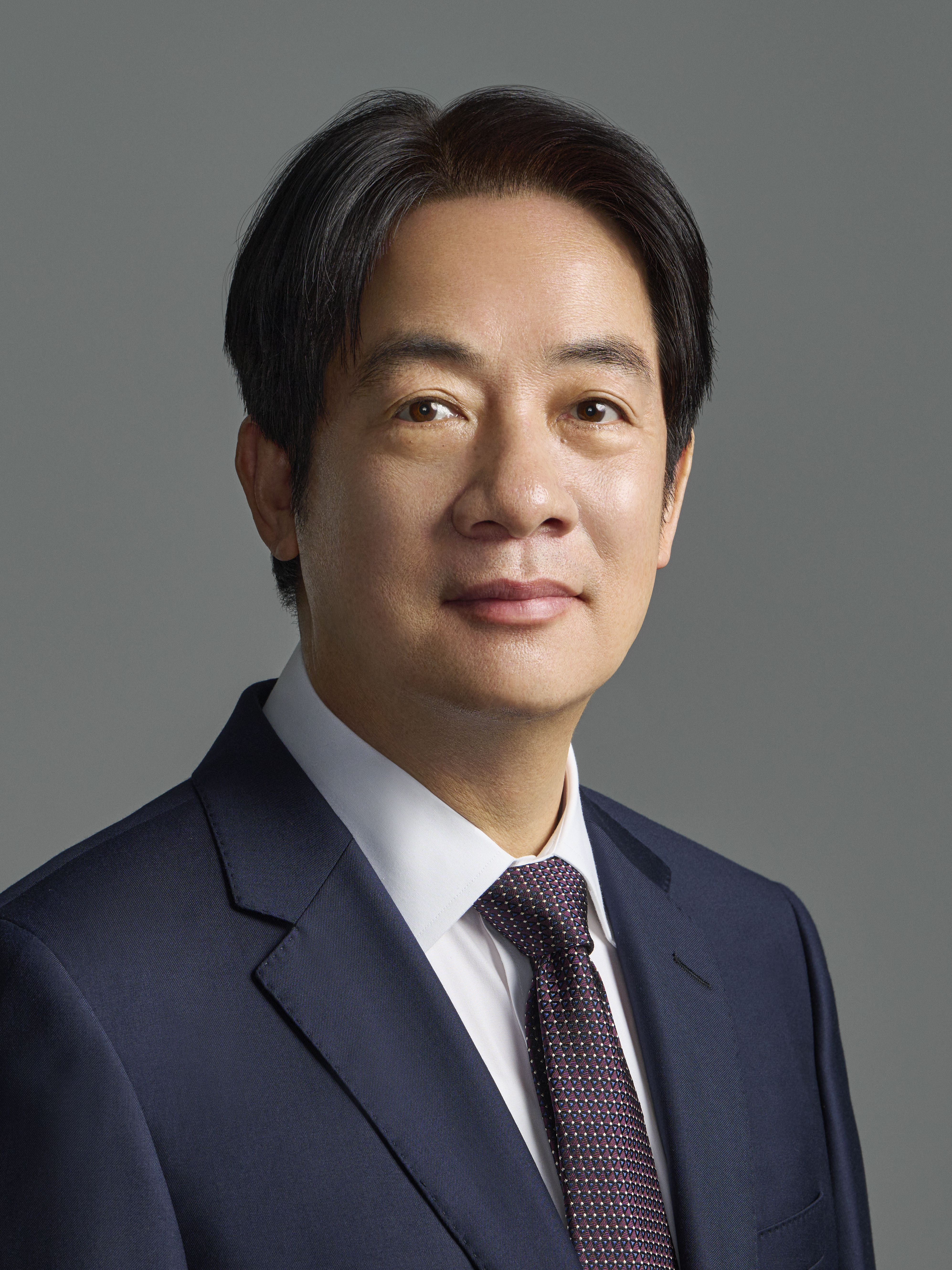
8o: Lai Ching-te 16o mandato (serviu: 2024–presente)